# 1348
Rok 1348 (MCCCXLVIII) gregoriánského kalendáře začal v pondělí 1. ledna a skončil v úterý 31. prosince. Dle židovského kalendáře nastal přelom roků 5108 a 5109, dle islámského kalendáře 769 a 770.

## Události
- 8. března – Karel IV. založil Nové Město pražské
- 7. dubna – Karel IV. založil pražskou univerzitu, první ve střední Evropě (dnes Karlova univerzita)
- Karel IV. položil základní kámen ke stavbě hradu Karlštejna
- V západní Evropě řádí morová epidemie
- zemětřesení v Korutanech, zcela zničeno město Villach

### Probíhající události
- 1345–1348: Česko-polská válka

## Narození
- 2. dubna – Andronikos IV. Palaiologos, byzantský císař († 28. června 1385)
- 1. října – Izabela Francouzská, manželka milánského vévody († 11. září 1372)
- ? – Václav II. Lehnický, kníže lehnický a niský a biskup vratislavský († 30. prosince 1419)
- ? – Alice Perrersová, milenka anglického krále Eduarda II. († 1400)

## Úmrtí
- 8. února – Alžběta Svídnická, opolská kněžna jako manželka Boleslava II. Opolského (* po 1310)
- 3. dubna – Jan Sicilský, regent Sicilského království (* 1317)
- 1. srpna – Blanka z Valois, první manželka českého a římského krále Karla IV. (* 1316)
- 2. září – Johana Anglická, anglická princezna (* 1335)
- 12. září – Jana Burgundská, francouzská královna jako manželka Filipa VI. (* 1293 nebo 1294)
- 29. října – Eleonora Portugalská, královna Aragonie, Valencie, Sardinie, Korsiky a Mallorky jako manželka Petra IV. (* 1328)
- ? – Hynek Berka z Dubé, český šlechtic a nejvyšší pražský purkrabí (* ?)
- ? – Alžběta Svídnická, opolská kněžna (* ?)
- ? – Bernardo Tolomei, italský teolog, zakladatel řádu olivetánů a světec (* 1272)
- ? – Giovanni Villani, italský kronikář (* asi 1280)
- ? – Laura de Noves, múza Francesca Petrarcy (* 1310)
- ? – Pietro Lorenzetti, italský malíř (* 1280)
- ? – Izabela Francouzská, francouzská princezna (* 1312)

## Hlavy státu
- České království – Karel IV.
- Moravské markrabství – Karel IV.
- Svatá říše římská – Karel IV.
- Papež – Klement VI.
- Anglické království – Eduard III.
- Francouzské království – Filip VI. Francouzský
- Kastilie – Alfons XI. Kastilský
- Dánsko – Valdemar IV. Dánský
- Švédsko – Magnus IV. Švédský
- Rusko – Semjon Hrdý
- Norsko – Hakon VI. Magnusson
- Polské království – Kazimír III. Veliký
- Uherské království – Ludvík I. Uherský
- Lucemburské hrabství – Karel IV.
- Byzantská říše – Jan V. Palaiologos a Jan VI. Kantakuzenos (regent)
- Osmanská říše – Orhan I.